# Kokin-wakashū

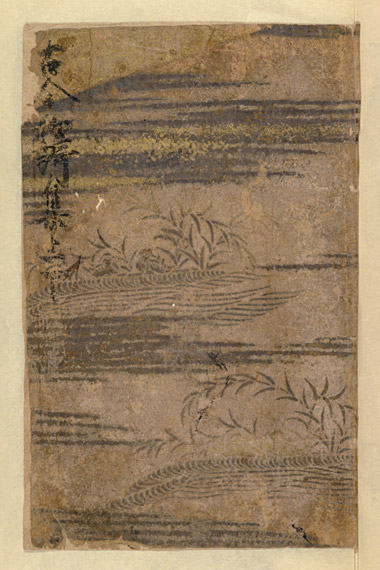
Kokin-wakashū

Kokin-wakashū (japanisch 古今和歌集 auch: 古今集 Kokin-shū, deutsch ‚Sammlung alter und moderner Gedichte‘) ist eine Waka-Anthologie aus der frühen Heian-Zeit Japans. Sie wurde von Kaiser Uda (reg. 887–897) in Auftrag gegeben und von seinem Sohn, Kaiser Daigo (reg. 897–930) im Jahre 905 neu geordnet. Ihre endgültige Form datiert von ca. 920, obgleich nach mehreren historischen Quellen das letzte Gedicht schon 914 hinzugefügt wurde. Die Kompilatoren der Anthologie waren vier Hofdichter, geführt von Ki no Tsurayuki. Dazu kamen Ki no Tomonori (der vor der Vollendung starb), Ōshikōchi Mitsune und Mibu no Tadamine.

## Übersicht
Das Kokinshū ist das früheste der nijūichidaishū (二十一大集), der 21 auf kaiserliche Anordnung zusammengestellten Sammlungen japanischer Poesie. Es war die einflussreichste Umsetzung der Vorstellungen über die Dichtkunst dieser Zeit und diktierte die Form japanischer Poesie bis ins späte 19. Jahrhundert.
Das in Kokinshū eingeführte Primat der Gedichte über die Jahreszeiten setzt sich auch heute noch in der Haiku-Tradition fort. Das japanische Vorwort von Ki no Tsurayuki (das zweite Vorwort von Ki no Tomonori ist in Chinesisch verfasst) kann auch als Beginn der japanischen Literaturkritik in Absetzung von der zu dieser Zeit in Literatenkreisen weitaus verbreiteteren chinesischen Poesie gesehen werden.
Die Idee, sowohl alte als auch neue Gedichte einzubeziehen, war eine andere bedeutende Innovation, die in späteren Sammelwerken der Prosa und Poesie oft übernommen wurde.
Die Gedichte des Kokinshū wurden in einer Zeitlichen Ordnung angeordnet. Die Liebesgedichte wurden z. B. – obwohl durch viele verschiedene Dichter in unterschiedlichen Epochen verfasst – so angeordnet, dass der Leser sie so zu verstehen mag, dass sie den Fortschritt und die Hochs und Tiefs einer höfischen Liebesaffaire beschreiben. Diese Assoziation eines Gedichtes zum nächsten kennzeichnet die Anthologie als Ahne der Renga- und Haikai-Traditionen.
Die genaue Zahl der Gedichte in der Sammlung ist umstritten. Die Online-Edition enthält 1111 Gedichte. Die Sammlung ist in 20 Teile geteilt und verweist damit auf ältere Vorbilder wie das Man’yōshū und verschiedene chinesische Anthologien. Die Organisation der Themen unterscheidet sich jedoch von allen früheren Modellen und wurde in allen späteren offiziellen Sammlungen beibehalten, obgleich einige, wie kin'yōshū und shikashū die Struktur auf 10 Teile beschränkten. Die Teile des Kokinshū sind wie folgt geordnet:
1. und 2. über den Frühling (春哥 haru no uta),
2. über den Sommer (夏哥 natsu no uta),
3. bis 5. Herbst (秋哥 aki no uta),
4. Winter (冬哥 fuyu no uta),
5. Gratulationen (賀哥 ga no uta),
6. Abschied (離列哥 wakare no uta),
7. Reisen (羈旅哥 tabi no uta),
8. Namen (物名 mono no na),
9. bis 15. Liebe (恋哥 koi no uta),
10. Klagen (哀傷哥 aishō no uta),
11. und 18. Verschiedenes (雑哥 kusagusa no uta),
12. Verschiedenes (雑体哥 zattai no uta) und
13. hauptsächlich traditionelle und rituelle Gedichte vom Büro für Poesie (大哥所御哥 ōutadokoro no on’uta).

Die Kompilatoren geben den Namen des Dichters jedes Gedichtes sowie das Thema (題 dai) oder, wenn bekannt, die Inspiration für das Gedicht an. Wichtige Dichter des kokinshū sind Ariwara no Narihira, Ono no Komachi, Henjō und Fujiwara no Okikaze sowie die Herausgeber selbst.
Die Einbeziehung in eine kaiserliche Sammlung, besonders aber in das kokinshū, war eine große Ehre.

## Beispiel
Das nachstehende Beispiel stammt von Ono no Komachi (Kokinshu Nr. 113, Abschnitt Frühlingsgedichte). Das Gedicht wurde ins Hyakunin Isshu aufgenommen.
| Japanisch                                                      | Transkription                                                                   | Übersetzung |
| -------------------------------------------------------------- | ------------------------------------------------------------------------------- | --- |
| 花の色は 移りにけりな いたづらに わが身世にふる ながめせしまに | Hana no iro wa utsuri ni kerina itazura ni waga miyo ni furu nagame seshi ma ni | Die Blütenfarben sind längst verblasst, derweil ich gedankenverloren mit Blick in den endlosen Regen leichtfertig durchs Leben ging. |

## Übersetzungen
- R. Lange (Übers. und Hrsg.): Altjapanische Frühlingslieder aus dem Kokinwakashū. Weidmannsche Buchhandlung, Berlin 1884
- Jürgen Berndt (Übers. und Hrsg.) Rotes Laub. Altjapanische Lyrik mit vier Dichterporträts aus Bildrollen des 13. Jahrhunderts, S. 87–114 Insel Verlag, Leipzig 1972
- Kokin wakashu. Die vier Jahreszeiten: Gedichte aus dem Kokin Wakashu, übersetzt von Peter Ackermann, Angelika Kretschmer, Insel Verlag, Frankfurt 2000[2]